# Thericleidae
Thericleidae är en familj av insekter. Thericleidae ingår i överfamiljen Eumastacoidea, ordningen hopprätvingar, klassen egentliga insekter, fylumet leddjur och riket djur. Enligt Catalogue of Life omfattar familjen Thericleidae 219 arter. 

## Bildgalleri

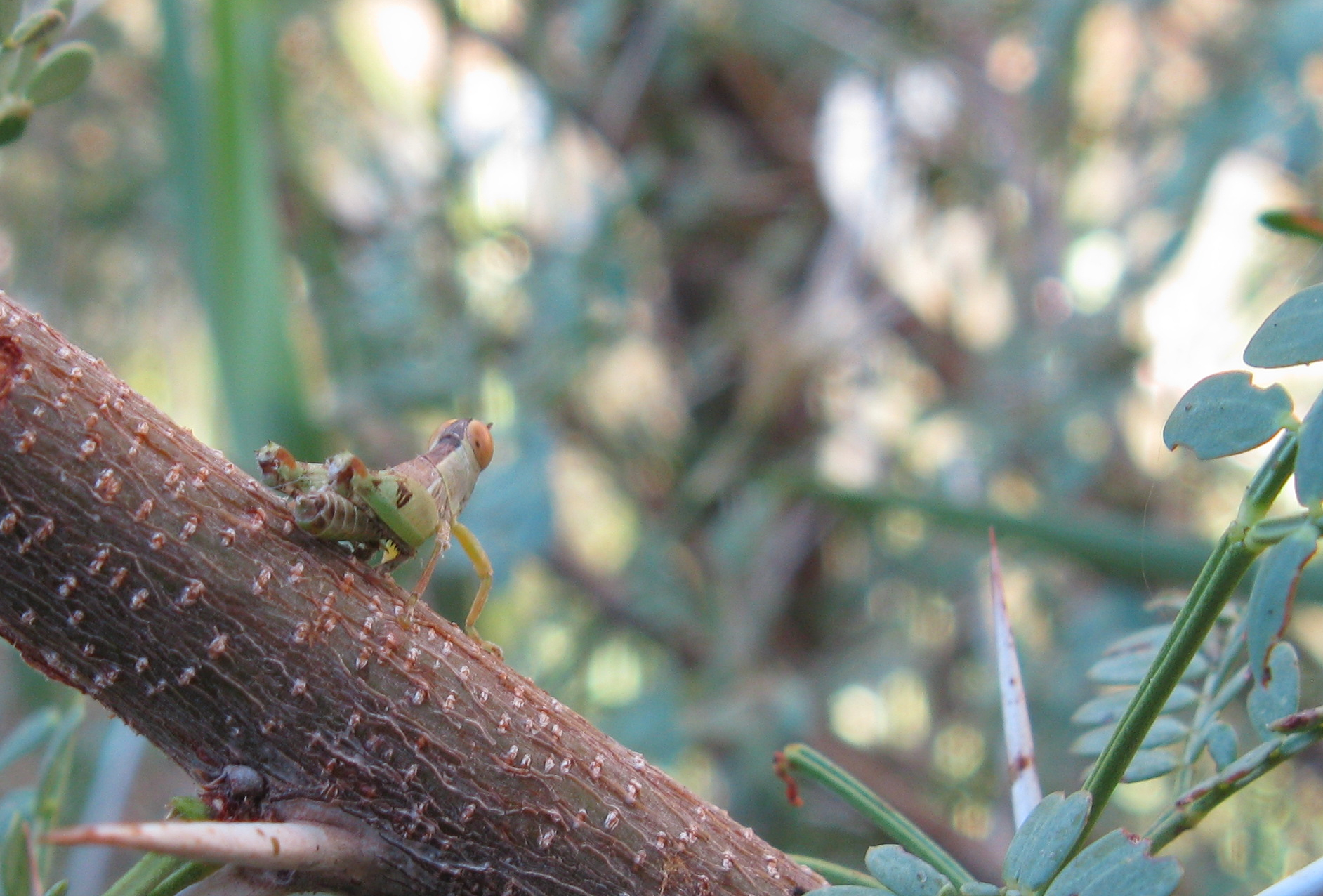
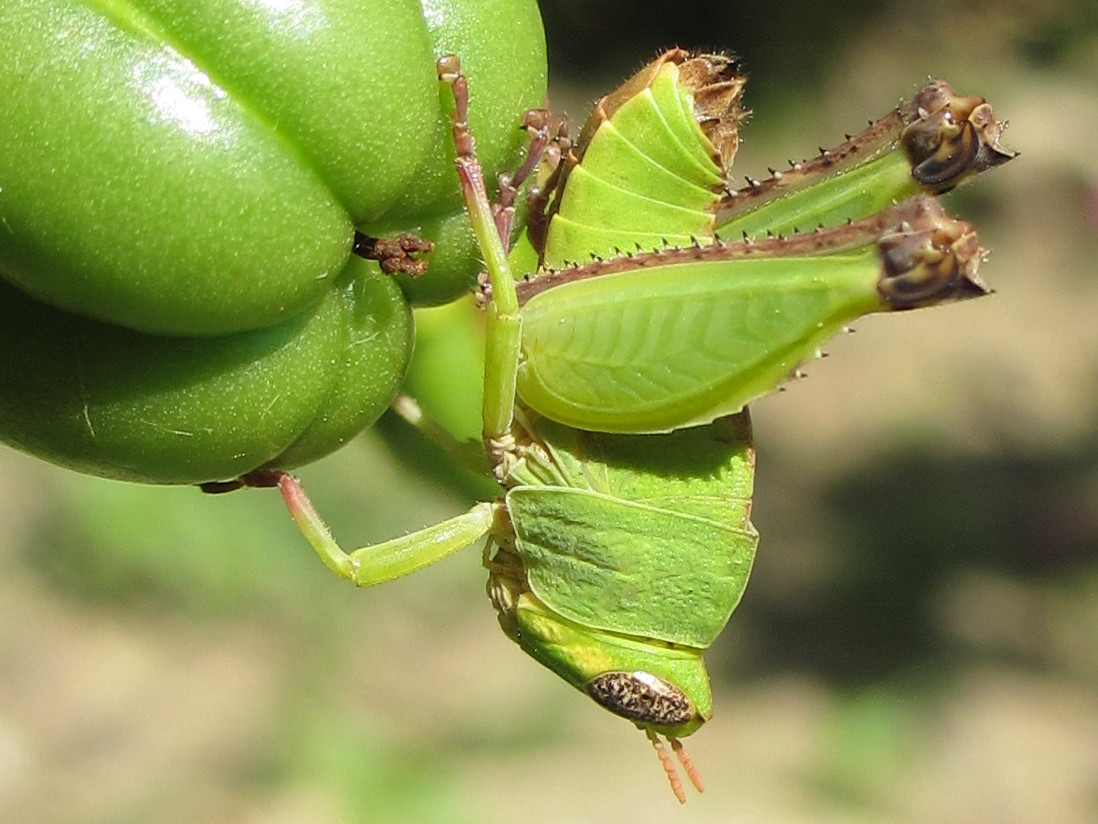
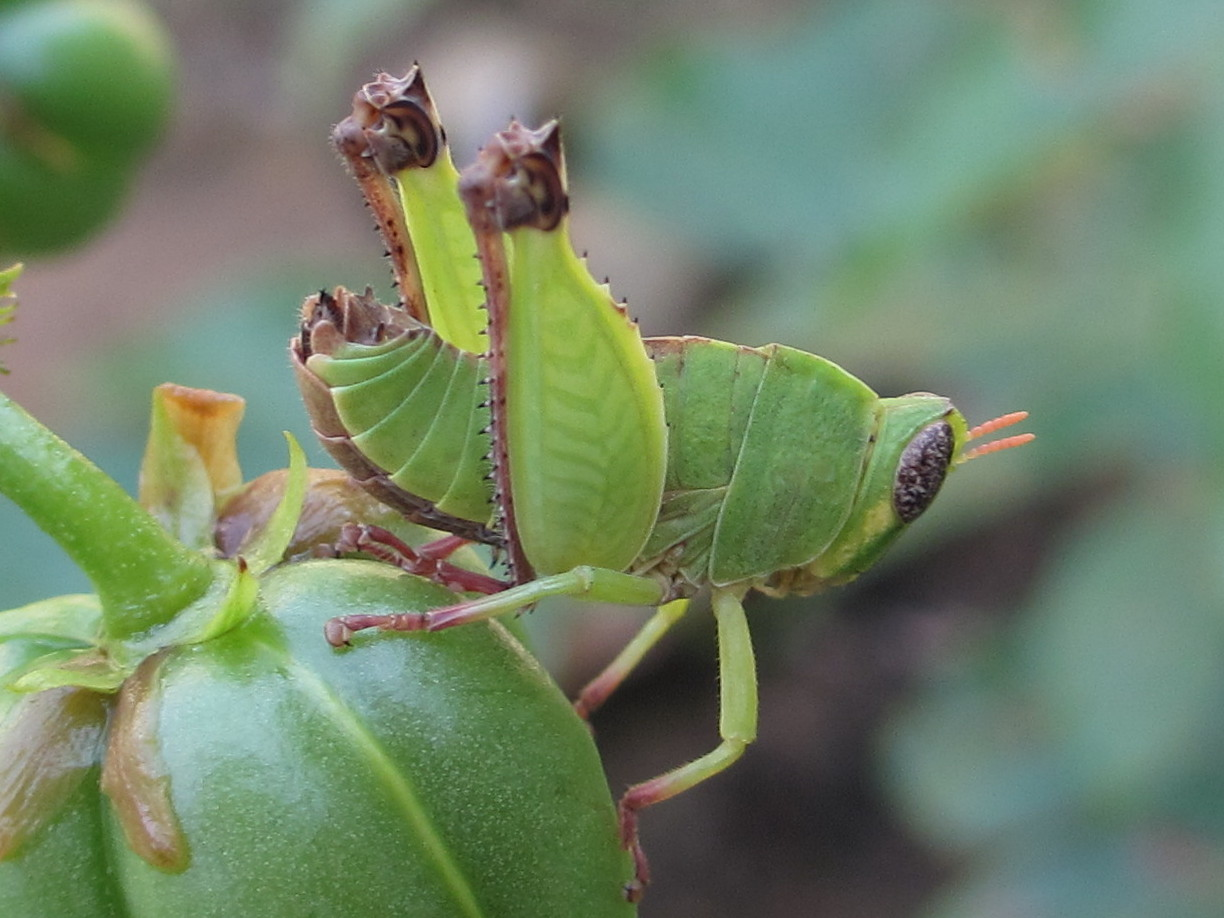
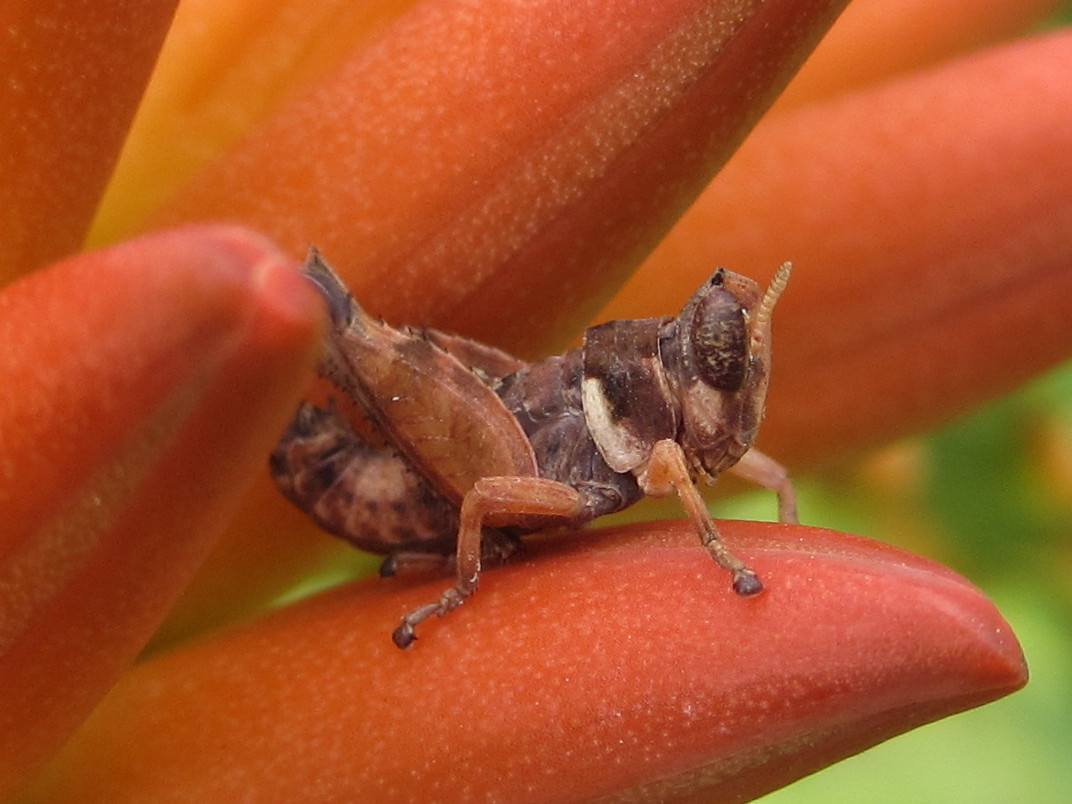
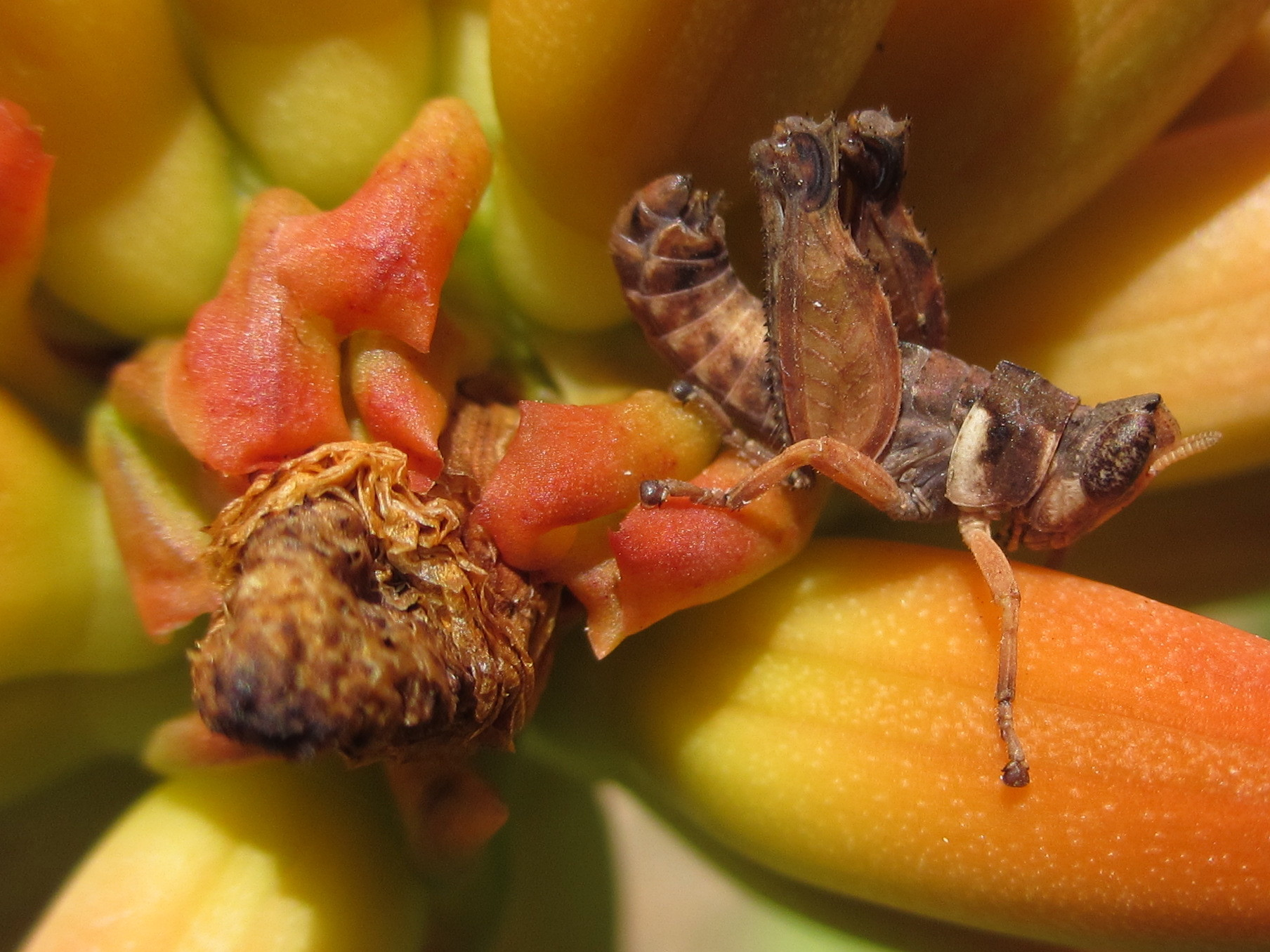
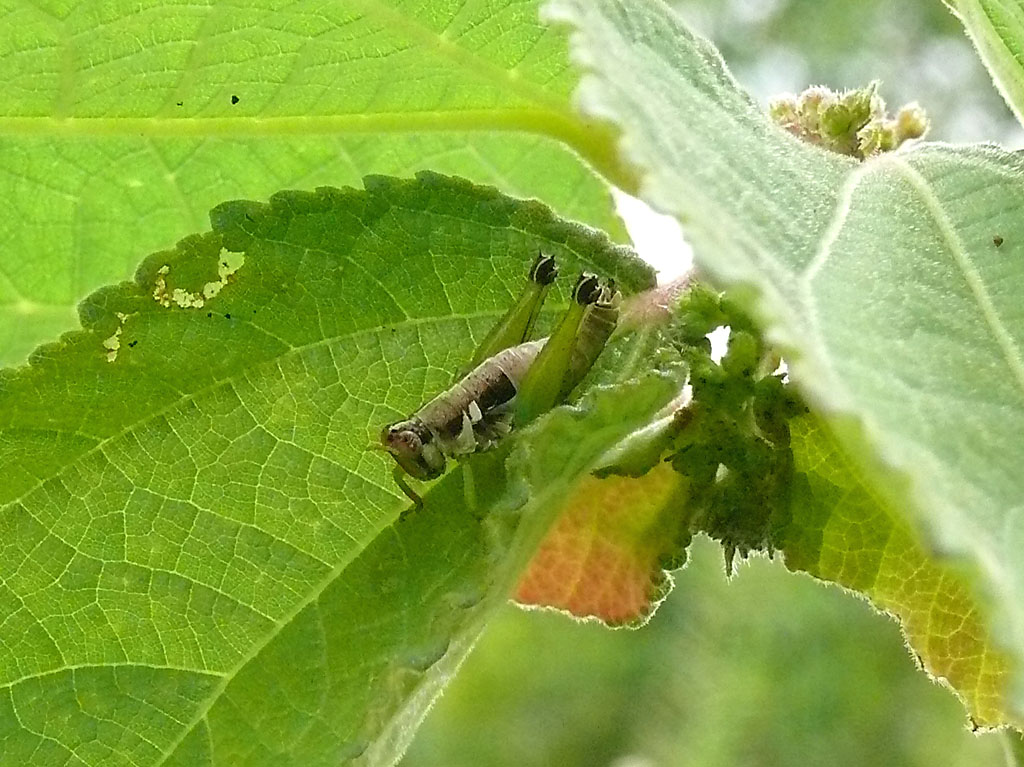

## Dottertaxa till Thericleidae, i alfabetisk ordning[1]
- Acanthothericles
- Acrothericles
- Adelothericles
- Afromastax
- Athlithericles
- Barythericles
- Bufothericles
- Bunkeya
- Caenothericles
- Callithericles
- Calothericles
- Chromothericles
- Clerithes
- Cymatopsygma
- Dichromothericles
- Dimorphothericles
- Dysidiothericles
- Galeicles
- Harpethericles
- Henicothericles
- Hollisia
- Icmalides
- Kibariania
- Litothericles
- Lophothericles
- Loxicephala
- Lygothericles
- Mastarammea
- Megalithericles
- Meiothericles
- Microthericles
- Mistothericles
- Nepiothericles
- Oncothericles
- Ophthalmothericles
- Parathericles
- Paurothericles
- Phaulotypus
- Pieltainidia
- Pissothericles
- Plagiotriptus
- Pseudharpethericles
- Pseudoschulthessiella
- Pseudothericles
- Raphithericles
- Schulthessiella
- Smilethericles
- Socotrella
- Stenothericles
- Thamithericles
- Thericlella
- Thericles
- Thericlesiella
- Urrutia
- Uvaroviobia
- Whitea
- Xenothericles